# Saalburg-Ebersdorf
Saalburg-Ebersdorf – miasto w Niemczech położone we wschodniej części kraju związkowego Turyngia, w powiecie Saale-Orla nad rzeką Soławą. Saalburg-Ebersdorf leży niedaleko granicy z innym krajem związkowym – Saksonią, a także w pobliżu granicy międzypaństwowej z Czechami. Według ostatniego spisu mieszkańców mieszka tam 3806 osób.

## Osoby urodzone w Saalburg-Ebersdorf
- Augusta Reuss-Ebersdorf – księżna Saksonii-Coburg-Saalfeld, matka króla Belgii Leopolda I Koburga i księżnej Kentu Wiktorii
- Axel Teichmann – biegacz narciarski

## Współpraca
Miejscowość partnerska:
- Renningen, Badenia-Wirtembergia
- Rutesheim, Badenia-Wirtembergia

## Galeria

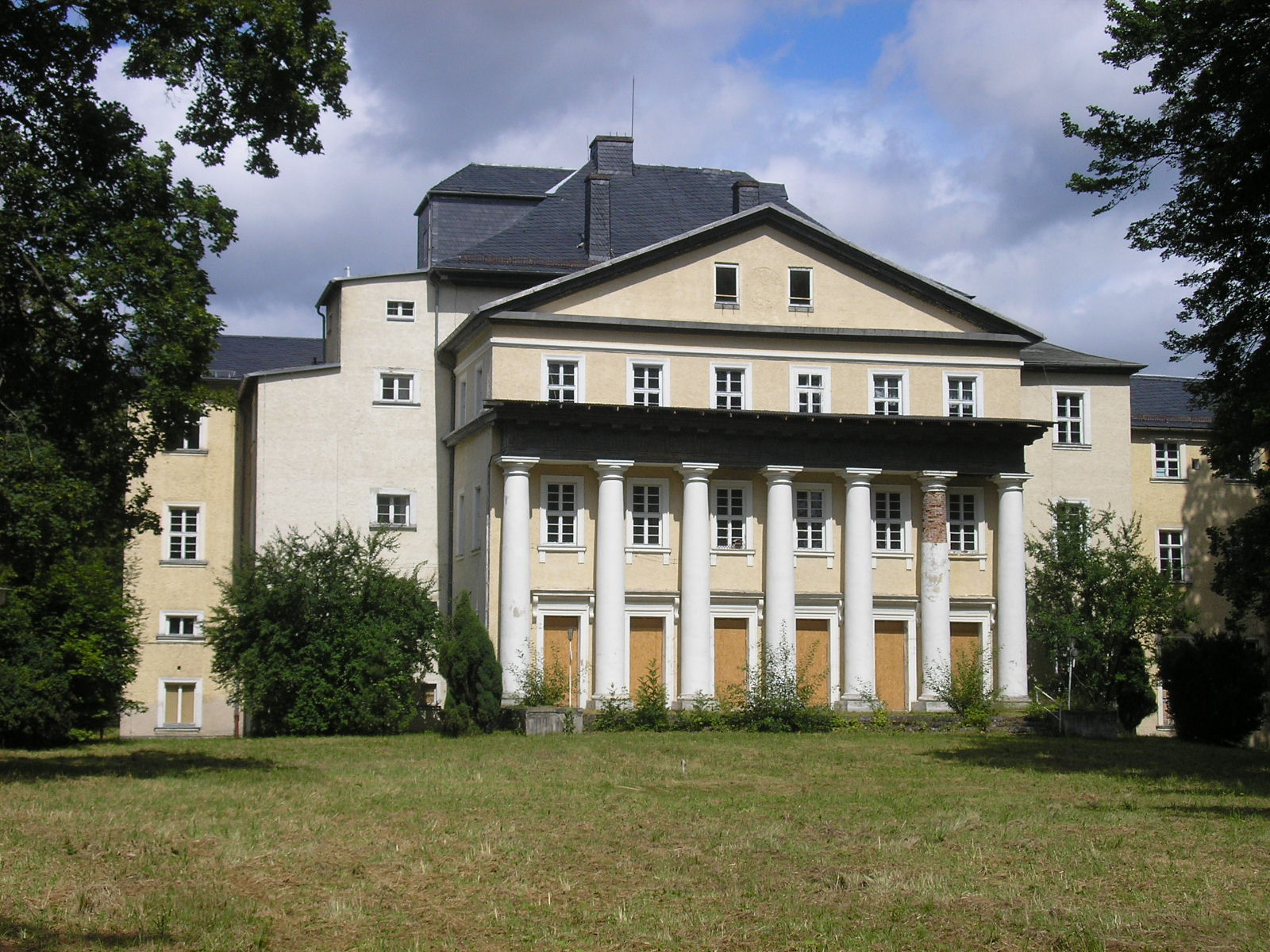
Zamek Ebersdorf
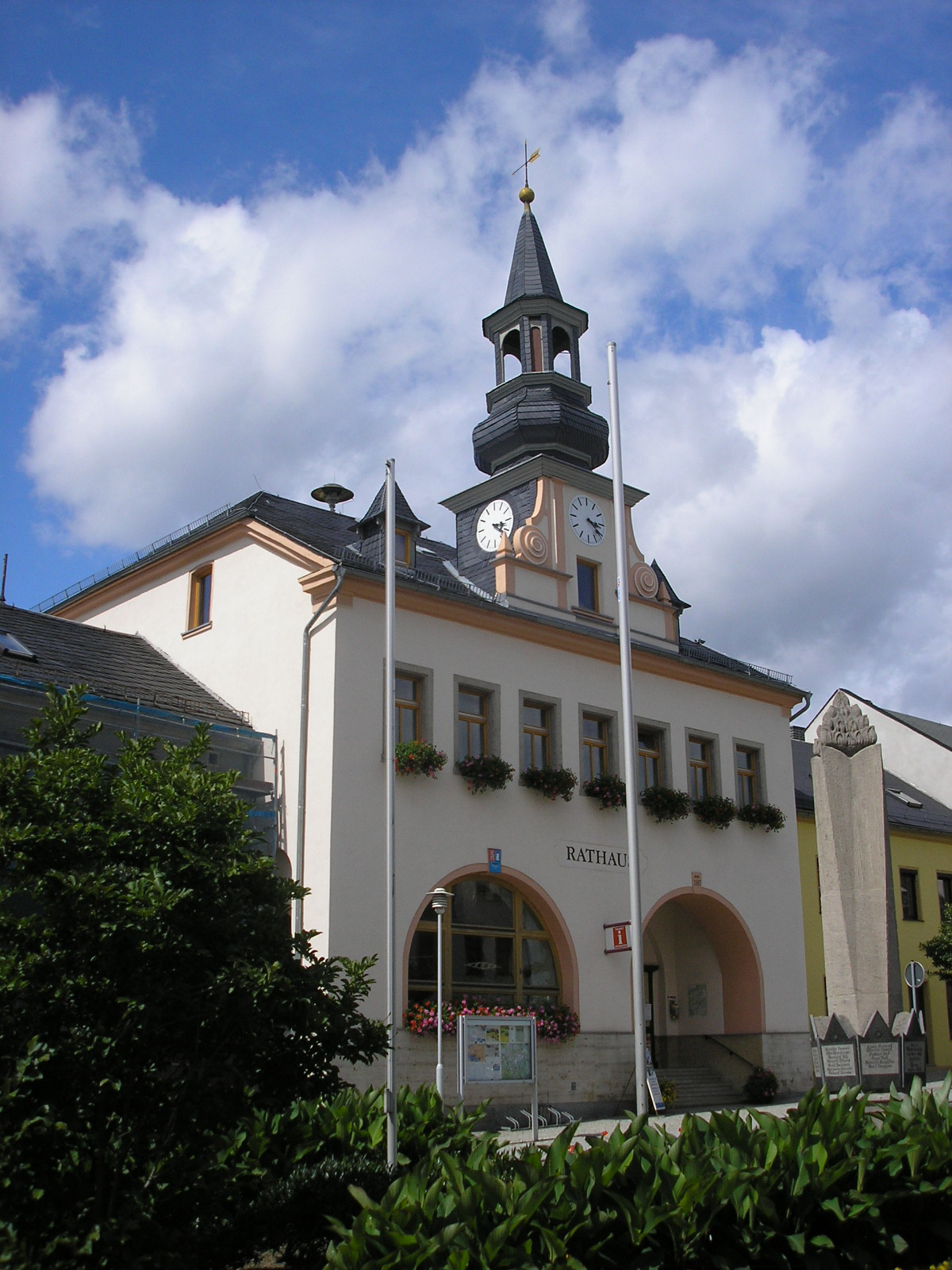
Ratusz w Saalburgu
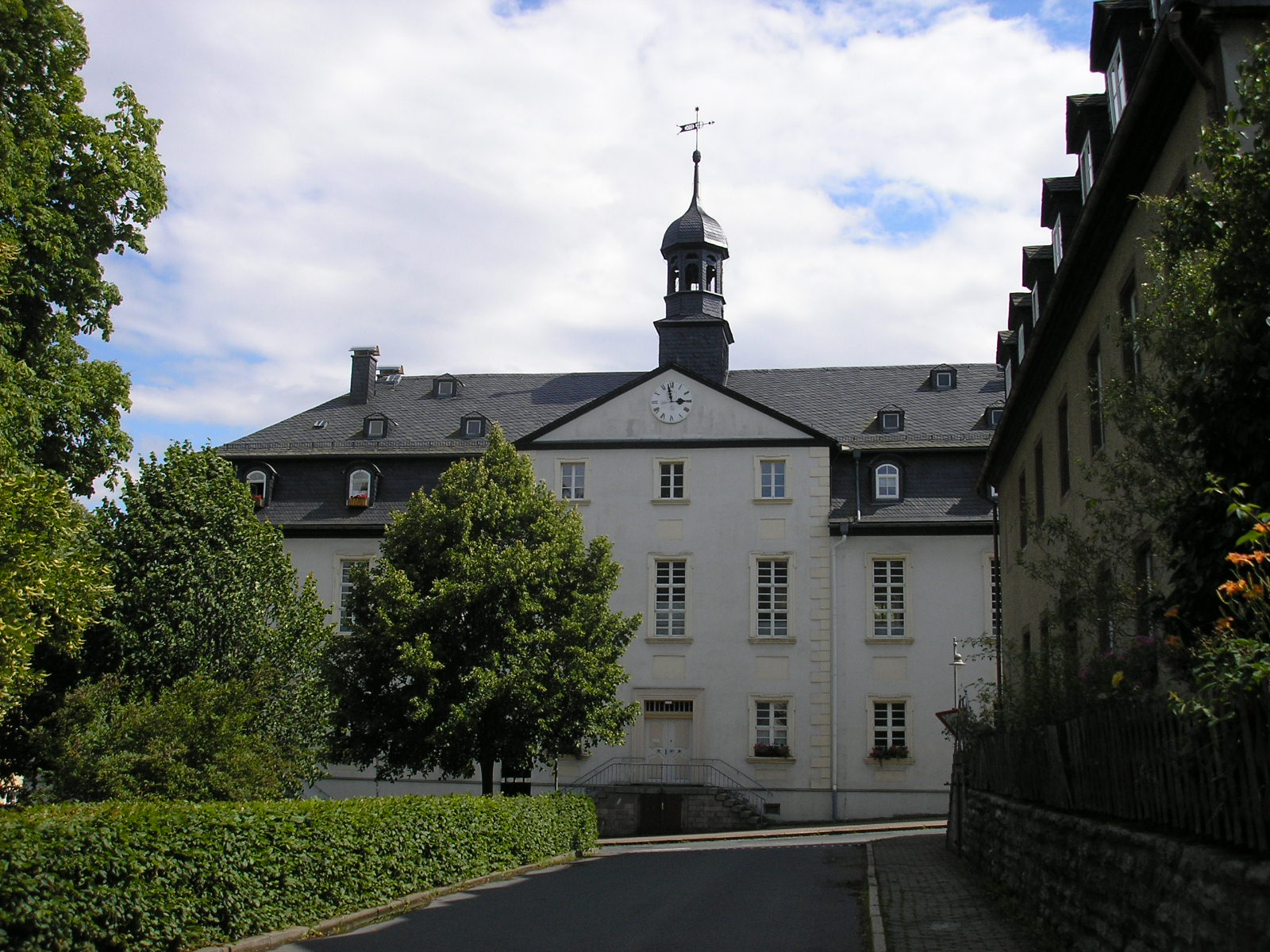
Kościół braci morawskich w Ebersdorfie